# Necromantia
Necromantia – grecka grupa muzyczna wykonująca black metal. Powstała 1989 roku w Atenach z inicjatywy George'a Zaharopoulosa pseud. The Magus. W muzyce grupy charakterystyczne jest użycie ośmiostrunowej gitary basowej, która zastępuje większość partii gitar.

## Dyskografia
Albumy studyjne
- Crossing The Fiery Path (1993, Osmose Productions)
- Scarlet Evil Witching Black (1995, Osmose Productions)
- IV: Malice (2000, Black Lotus Records)
- The Sound of Lucifer Storming Heaven (2007, Dockyard 1)

Minialbumy
- From the Past We Summon Thee	(1995, Dark Side Records)
- Ancient Pride (1997, Osmose Productions)
- People Of The Sea (2008, Dark Side Records)

Kompilacje
- Covering Evil (12 Years Doing the Devil's Work) (2001, Black Lotus Records)
- Cults of the Shadow (2002, Osmose Productions)
- Necromantia (2005, Black Lotus Records)
- De Magia Veterum (2009, Dark Side Records)

Splity
- Black Arts Lead to Everlasting Sins (1992, Black Power Records)
- ...for the Temple of the Serpent Skull... (2008, Dark Side Records)

Dema
- Promo tape '90 (1990, wydanie własne)
- Vampiric Rituals (1992, wydanie własne)
- Demo '93 (1993, wydanie własne)
- Promo Tape 1993 (1993, wydanie własne)